# Westerley
Die Westerley (nordfriesisch: Weester Lai) ist ein Priel, der östlich von Sylt durch das nordfriesische Wattenmeer verläuft und in das Hörnumtief mündet.
Beim Bau des Hindenburgdammes wurden Teile des Priels zugeschüttet, so dass sich der Verlauf verkürzte.